# Blepharella atricauda
Blepharella atricauda là một loài ruồi trong họ Tachinidae.